# Cerco de Moji
O Cerco de Moji foi um cerco de guerra montado em 1561 ao castelo de Moji (hoje parte da cidade de Kitakyushu) no Japão. O castelo pertenceu ao Clã Mōri, cuja capital era a cidade Yamaguchi.
O castelo original foi construído por Ōuchi Yoshinaga, que foi forçado a matar-se em 1557 com o avanço das forças de Mori.  Mōri Motonari capturou o forte em 1558.  Ōtomo Yoshishige recapturou o castelo em Setembro de 1559.  Os Mōri, liderados por Kobayakawa Takakage e Ura Munekatsu, depressa recapturaram o castelo novamente.
As forças lideradas por Ōtomo Sōrin atacaram o castelo numa aliança com o Império Português, que proporcionaram 3 navios de 500 a 600 toneladas, com equipas de cerca de 300 homens e 18 canhões. Este seria o primeiro bombardeamento de um país estrangeiro ao Japão.
O bombardeamento permitiu às tropas de Ōtomo rodear o castelo. As munições dos portugueses acabaram e estes saíram do teatro de operações.
Um contingente de defensores do castelo conseguiu quebrar o cerco e reforçar o castelo. Ōtomo liderou um assalto total ao castelo em 10 de Outubro de 1561, mas falhou e o castelo continuou na posse dos Mori.